# William Miles Maskell

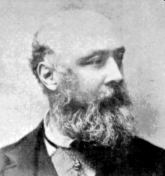
William Miles Maskell

William Miles Maskell (5 de outubro de 1839 – 1 de maio de 1898) foi um entomologista inglês. Nasceu em Mapperton, Dorset, Inglaterra filho de Mary Scott e William Maskell, um clérigo anglicano.
Estudou no St. Mary's College em Oscott, Birmingham, e posteriormente em Paris, antes de ingressar no Exército Britânico, onde serviu por dois anos. Em 1860 foi para Lyttelton, Nova Zelândia, onde se envolveu nas campanhas políticas de Frederick Weld e Charles Clifford. Retorna à Inglaterra entre 1861 e 1863, mas volta à Nova Zelândia em setembro de 1865, quando compra uma fazenda de 8,1 km² em Broadleaze, próximo a Leithfield, Cantuária.
Por volta de 1873, Maskell tornou-se interessado no estudo da entomologia e escreveu um livro, intitulado An Account of the Insects Noxious to Agriculture and Plants in New Zealand (1887), uma obra focada em pragas da superfamília Coccoidea.